# Brasiliopuntia brasiliensis
Brasiliopuntia brasiliensis (Willd.) A.Berger è una pianta della famiglia delle Cactaceae, diffusa in Sud America. È l'unica specie del genere Brasiliopuntia.

## Descrizione
Opunzia piatta con cladodi pochissimo spessi, ma dalle spine insidiosissime che pungono dolorosamente. La pianta assume con la crescita la sagoma di alberello con il fusto centrale conico-cilindrico. 

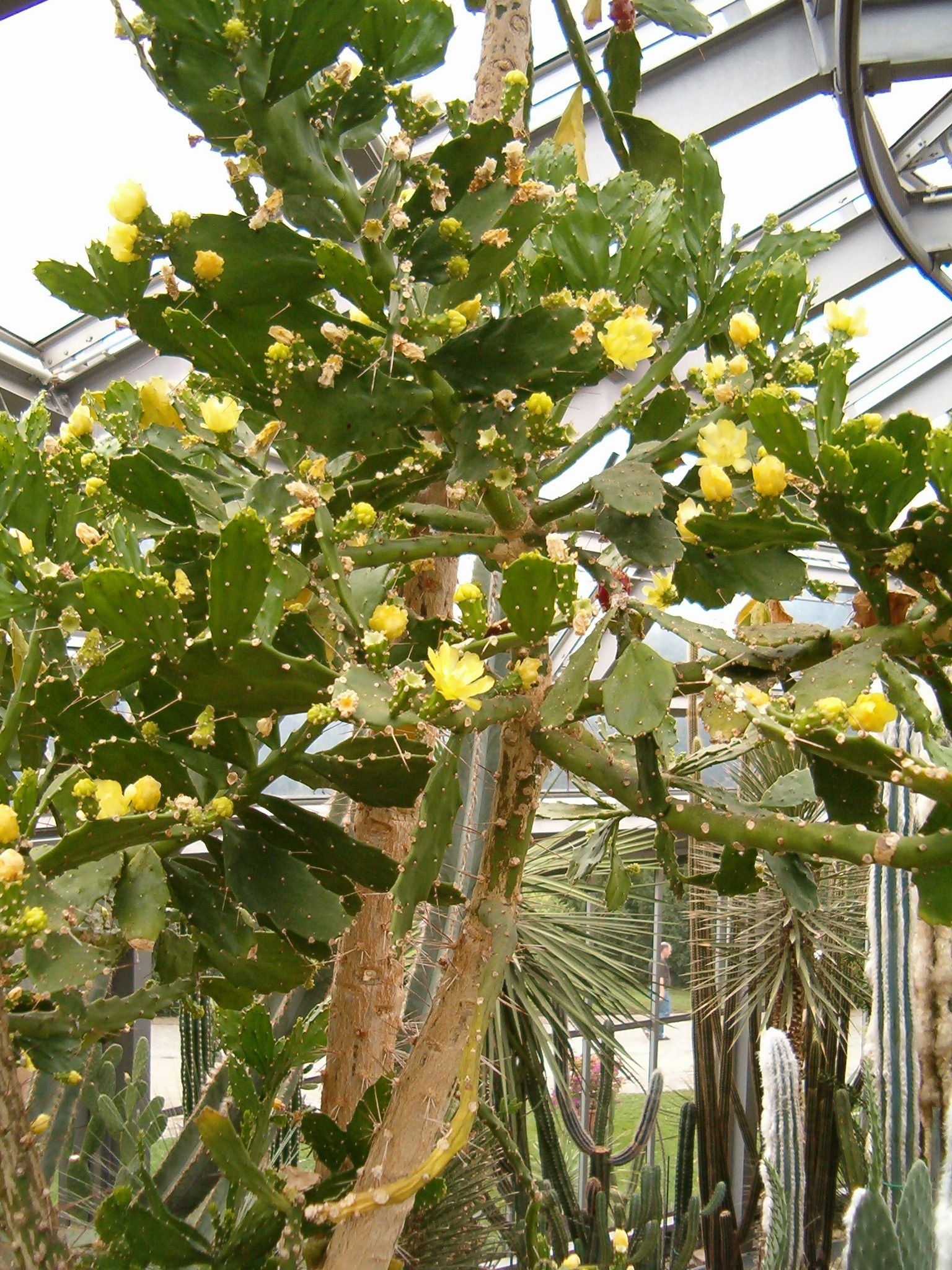
Esemplare di B. brasiliensis Orto botanico di Berlino
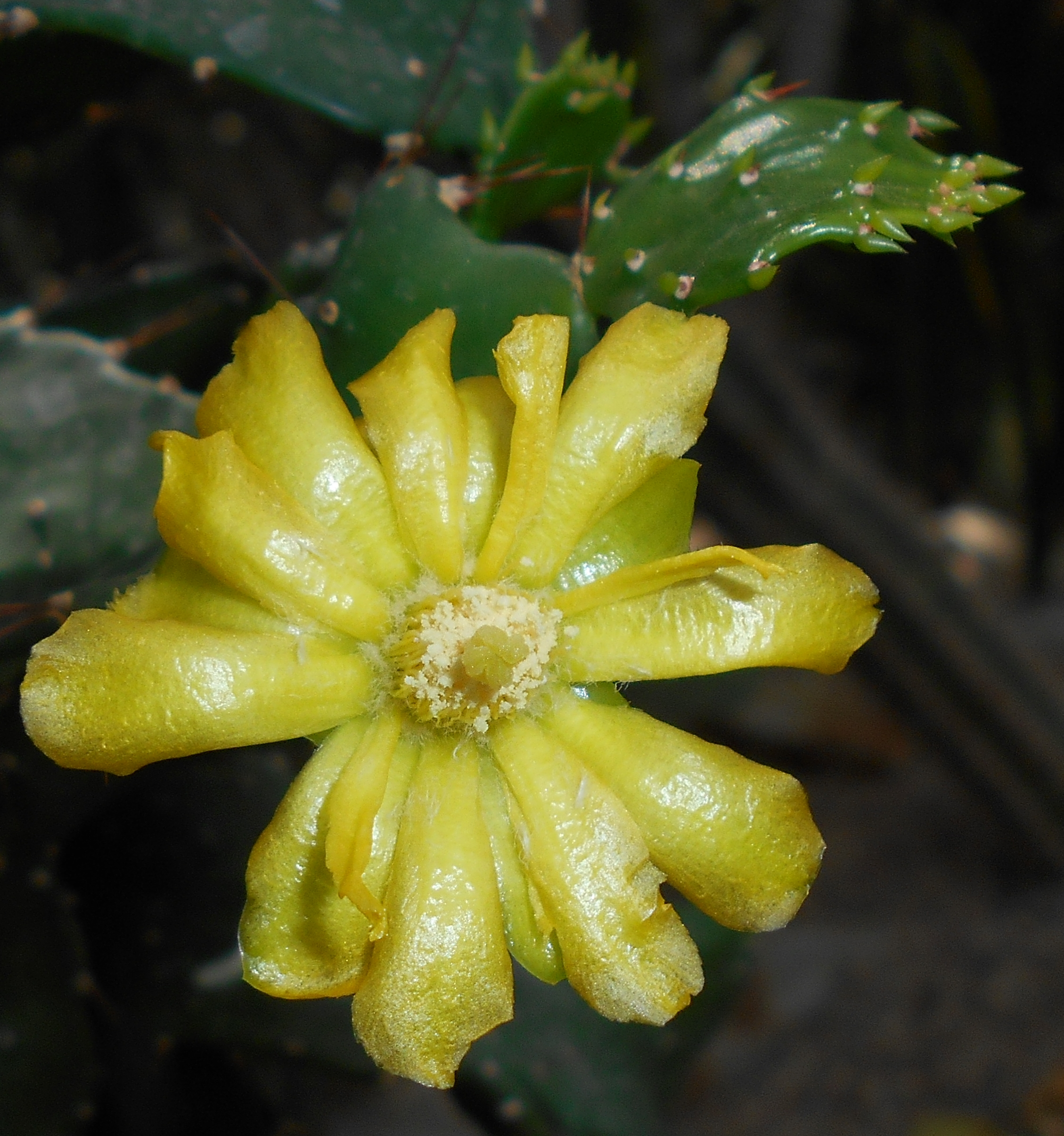

## Distribuzione e habitat
Questa specie è diffusa in Argentina, Bolivia, Brasile, Paraguay, Perù e Uruguay.